# Ängsfotblomfluga
Ängsfotblomfluga (Platycheirus clypeatus) är en fluga i familjen blomflugor. Den är 7 till 9 millimeter lång. Dess utbredningsområde är i stort sett hela det tempererade Eurasien. Den finns också i norra Nordamerika. I Norden saknas den endast i de allra högsta bergstrakterna. 